# Droits LGBT en Slovaquie
Les personnes lesbiennes, gaies, bisexuelles et transgenres (LGBT) en Slovaquie font face à un ensemble de difficultés et de discriminations que ne vivent pas les personnes non LGBT.

## Législations et droits
L'homosexualité est dépénalisée depuis 1962.

### Reconnaissance des couples de même sexe
Le couples homosexuels ne bénéficient d'aucune reconnaissance légale.
En 2014, le Parlement slovaque vote l'inscription dans la Constitution du mariage comme « l'union d’un homme et d’une femme » pour interdire légalement le mariage homosexuel, sous le gouvernement Fico II.
En 2015, un référendum a eu lieu pour soutenir l'interdiction du mariage homosexuel en Slovaquie. La participation a été trop faible (autour de 21 %) et le référendum n'a pas eu de suites.

### Protections contre les discriminations
Les discriminations en raison de l'orientation sexuelle ou de l'identité de genre sont interdites.

### Droit de changer de genre
Les personnes peuvent changer légalement de genre depuis 1995.

## Histoire
Le 12 octobre 2022, un jeune homme ouvre le feu sur le bar Tepláreň, un lieu fréquenté par la communauté LGBT de Bratislava, tuant 2 clients et en blessant un troisième. Le tueur, membre d'un parti d’extrême droite, est retrouvé mort peu de temps après. Une veillée funèbre organisée quelques jours plus tard dans la capitale rassemble 20 000 personnes.
En janvier 2024, Martina Šimkovičová, ministre de la culture du gouvernement de Robert Fico, coupe les subventions des associations de défense des droits LGBT en les qualifiant de « parasites », ; elle affirme également que la cause LGBT+ mènerait à « une extinction de la race blanche ».
En 2024, le gouvernement Fico IV dépose une proposition d'amendement de la Constitution durcissant les conditions dans lesquelles serait autorisé un changement de genre, et restreignant les droits dont bénéficient les couples homosexuels. Il invoque notamment « les traditions, l’héritage culturel et spirituel de nos ancêtres » pour promouvoir ce texte. S'il est adopté, il irait à l'encontre de la primauté du droit européen, ce que la proposition déposée revendique ouvertement. Pour le directeur d'une ONG slovaque, cette initiative a pour but de « détourner l’attention » de la crise politique qui secoue le pays.

## Tableau récapitulatif
| Dépénalisation de l’homosexualité                                                   | Depuis 1962                                                     |
| Majorité sexuelle identique à celle des hétérosexuels                               | Depuis 1990                                                     |
| Interdiction de la discrimination liée à l'orientation sexuelle à l'embauche        | Depuis 2004                                                     |
| Interdiction de la discrimination liée à l'identité de genre dans tous les domaines | depuis 2016                                                     |
| Interdiction des crimes de haine contre les LGBT                                    | depuis 2013                                                     |
| Mariage civil                                                                       | Non                                                             |
| Reconnaissance des couples homosexuels                                              | mais les mariages contractés ailleurs sont reconnus depuis 2018 |
| Adoption conjointe dans les couples de personnes de même sexe                       | Non                                                             |
| Adoption coparentale par les couples homosexuels                                    | Non                                                             |
| Adoption par une personne homosexuelle célibataire                                  | Oui                                                             |
| Droit pour les gays de servir dans l’armée                                          | Oui                                                             |
| Droit de changer légalement de genre                                                | depuis 1995                                                     |
| Interdiction de thérapies de conversion pour les mineurs                            | Non                                                             |
| Gestation pour autrui pour les gays                                                 | Non                                                             |
| Accès aux FIV pour les lesbiennes                                                   | Non                                                             |
| Autorisation du don de sang pour les HSH                                            | après un an d'abstinence                                        |